# Älvdalens distrikt
Älvdalens distrikt är ett distrikt i Älvdalens kommun och Dalarnas län. Distriktet ligger i och omkring Älvdalen i nordvästra Dalarna. En mindre del av distriktets område ligger i Härjedalen.

## Tidigare administrativ tillhörighet
Distriktet inrättades 2016 och utgörs av Älvdalens socken i Älvdalens kommun.
Området motsvarar den omfattning Älvdalens församling hade vid årsskiftet 1999/2000.

## Tätorter och småorter
I Älvdalens distrikt finns fem tätorter och sju småorter.

### Tätorter
- Brunnsberg
- Evertsberg
- Rot
- Västermyckeläng
- Älvdalen

### Småorter
- Blyberg
- Gåsvarv
- Klitten
- Liden och Kittan
- Loka
- Väsa
- Åsen